# Žalgiris Arena

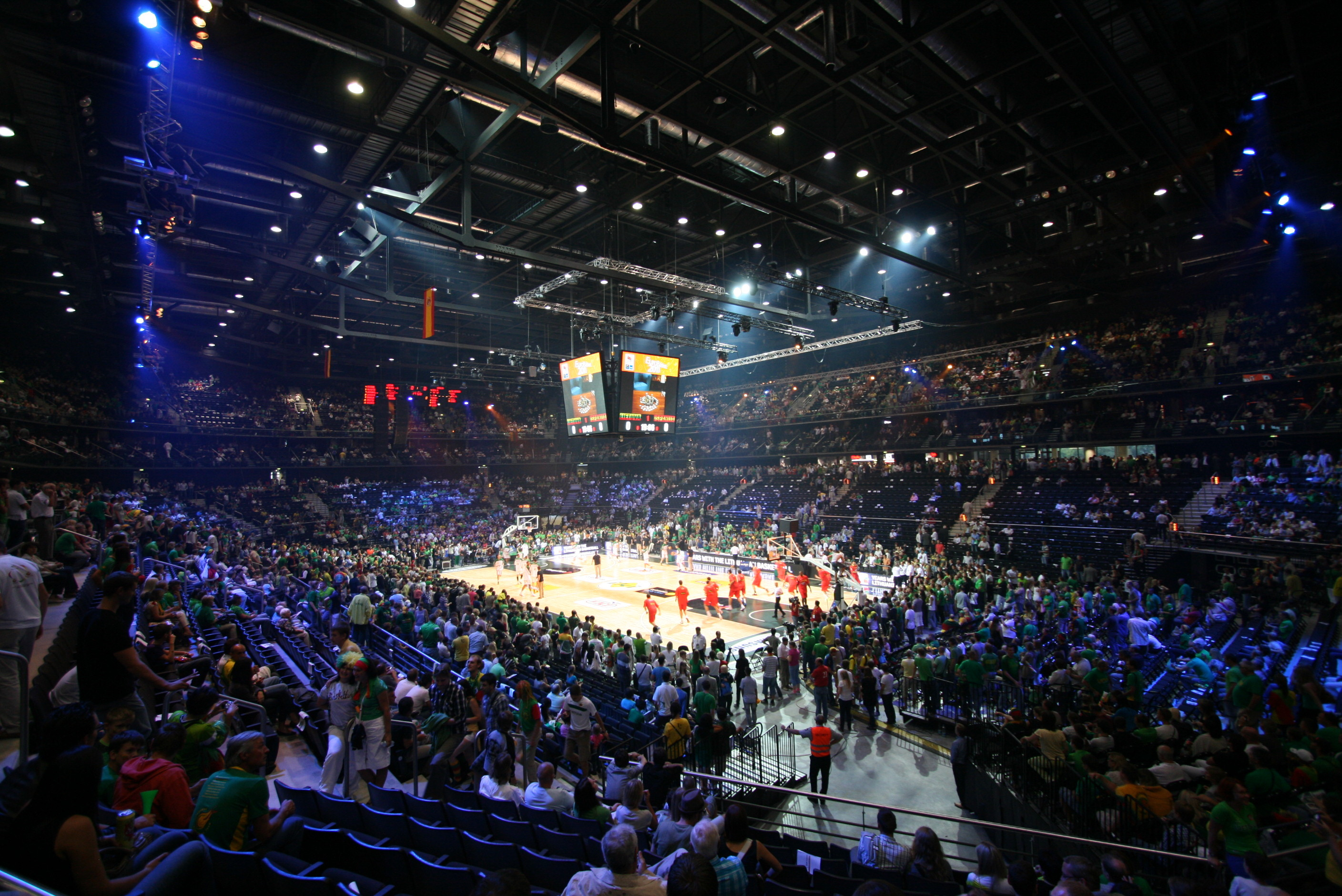
Interieur van de Žalgiris Arena in 2011

Žalgiris Arena is een multifunctionele indoorarena in de nieuwe stad van Kaunas, Litouwen . De arena bevindt zich op een eiland van de rivier de Nemunas . Het is de grootste overdekte arena in de Baltische staten . De maximale capaciteit voor de arena voor basketbalwedstrijden is 15.415 en 20.000 toeschouwers voor concerten (wanneer het podium in het midden is, en 17.000 wanneer het podium in de zijkant van de arena is). De Žalgiris Arena verving de Kaunas Sports Hall als een belangrijke locatie voor evenementen in de stad.
De Žalgiris Arena wordt gebruikt voor basketbalwedstrijden en concerten. De naamgenoot basketbalclub BC Žalgiris van de arena, die momenteel concurreert in de binnenlandse LKL en de EuroLeague, gebruikt de faciliteit voor al haar Europese en LKL thuiswedstrijden. BC Žalgiris en Žalgiris Arena hebben de hoogste gemiddelde opkomst gehad in de Euroleague in 2011-12, 2012-13, 2017-18 en 2018-19 .

## Geschiedenis
De bouw van de arena begon in september 2008; de hoofdaannemer van de arena is het Litouwse bouwbedrijf Vėtrūna, hoofdarchitect - Eugenijus Miliūnas. De totale kosten van de arena worden geschat op 168,8 M litas (50 miljoen euro ). De arena werd geopend op 18 augustus 2011 met een basketbalwedstrijd tussen Litouwen en Spanje .

## Grote evenementen
Sinds de opening in 2011 organiseerde de Žalgiris Arena veel concerten. De belangrijkste sterren die concerten in Kaunas gaven waren: Red Hot Chili Peppers, Lenny Kravitz, Sting, Eric Clapton, Elton John, Rammstein, Slash, Marilyn Manson, Katie Melua, Prodigy, James Blunt, Hurts, Jean Michel Jarre, Zucchero, Sarah Brightman, Kylie Minogue, Robbie Williams, Iron Maiden, Mariah Carey, Muse,.
Op 11 maart 2018 was de arena de locatie voor de finale van de Eurovizija 2018.
In januari 2024 vinden de Europese kampioenschappen kunstschaatsen plaats in de arena.